# Primera nieve en el monte Fuji
Primera nieve en el monte Fuji (en japonés, Fuji no hatsu-yuki) es una colección de nueve cuentos y una pieza teatral del escritor japonés y Premio Nobel de Literatura Yasunari Kawabata, publicada originalmente en 1958. Fue traducida en 2008 al español por Jaime Barrera Parra y publicado por la editorial Norma.La mayoría de los cuentos están ambientados en el Japón de la postguerra a excepción de «Las muchachas del bote», pieza teatral que cierra la colección, que está ambientada en el siglo XII.

## Cuentos
- «En aquel país, en este país»
- «Una hilera de ginkgo»
- «Con naturalidad»
- «Gotas de lluvia»
- «El crisantemo en la roca»
- «Primera nieve en el monte Fuji»
- «Sin palabras»
- «Lo que su esposo no hacía»
- «Un pueblo llamado Yumiura»
- «Las muchachas del bote»